# Houin (Benin)
Houin ist ein Arrondissement im Departement Mono in Benin. Es ist eine Verwaltungseinheit, die der Gerichtsbarkeit der Kommune Lokossa untersteht. Gemäß der Volkszählung von 2013 hatte Houin 8400 Einwohner, davon waren 4160 männlich und 4240weiblich.